# Dicranomyia (Caenoglochina) fieldi
Dicranomyia (Caenoglochina) fieldi is een tweevleugelige uit de familie steltmuggen (Limoniidae). De soort komt voor in het Neotropisch gebied.